# Stictoleptura sambucicola
Stictoleptura sambucicola is een keversoort uit de familie van de boktorren (Cerambycidae). De wetenschappelijke naam van de soort werd voor het eerst geldig gepubliceerd in 1982 door Carolus Holzschuh.